# Filip Josef Celesta z Celestinu
Filip Josef Celesta z Celestinu († 1806) byl slezský šlechtic, poslední člen rodu Celestů z Celestinu.
Byl synem Jana Rudolfa Ignáce Celesty z Celestinu a jeho ženy Anny Barbory Beesové z Chrostiny. Po smrti otce roku 1789 získal statek Kalubice, avšak již roku 1792 jej odprodal Těšínskému knížectví. V roce 1789 se stal radou při těšínském zemském soudu, roku 1792 se stal zemským kancléřem tohoto knížectví. Zemřel bezdětný a jeho smrtí zanikl i jeho rod.